# Rifeilanden in de Sint-Nicolaasbaai

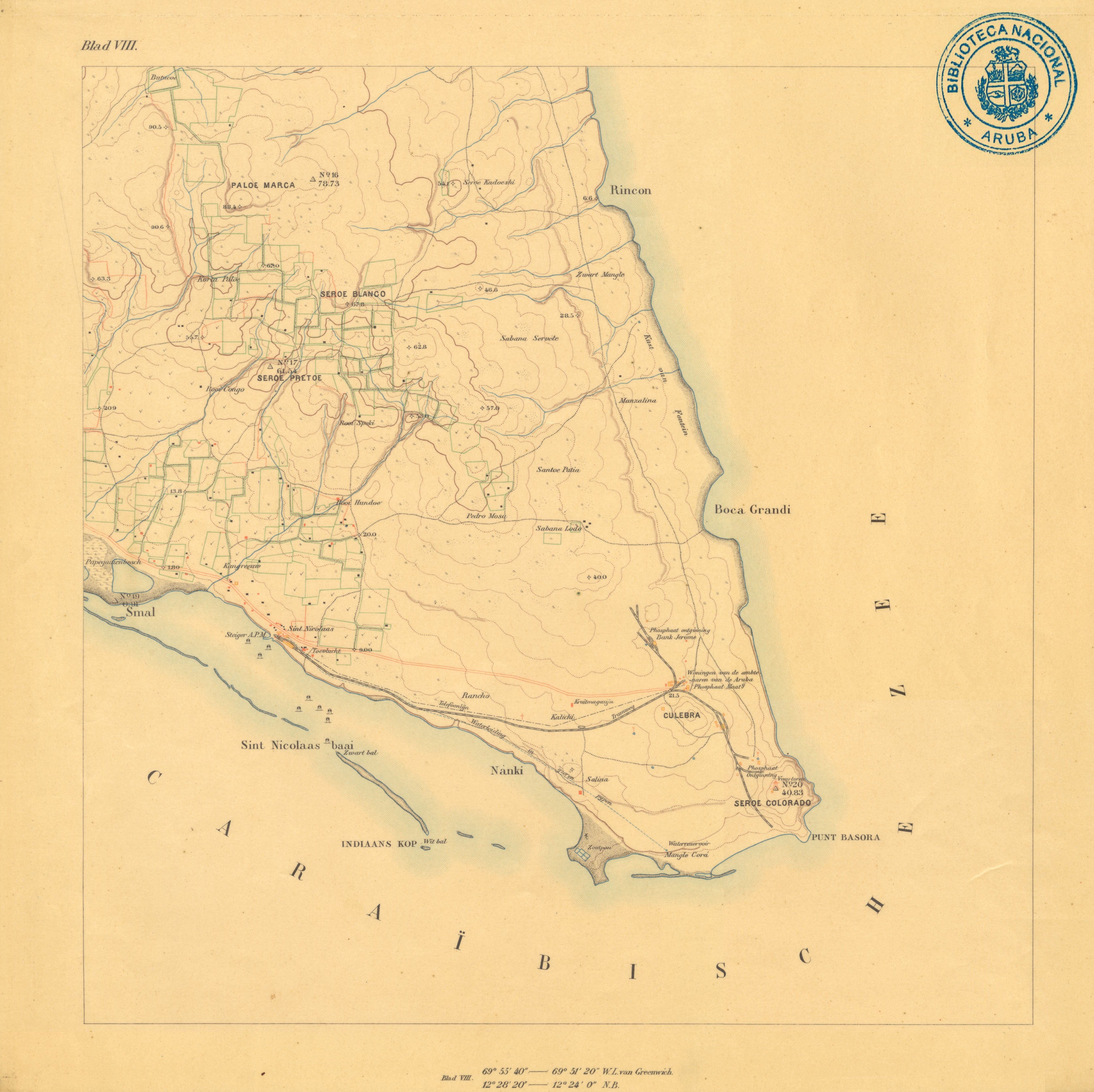
Topografisch kaart uit 1912 van de rifeilanden in de Sint-Nicolaasbaai, gekarteerd door Werbata-Jonckheer

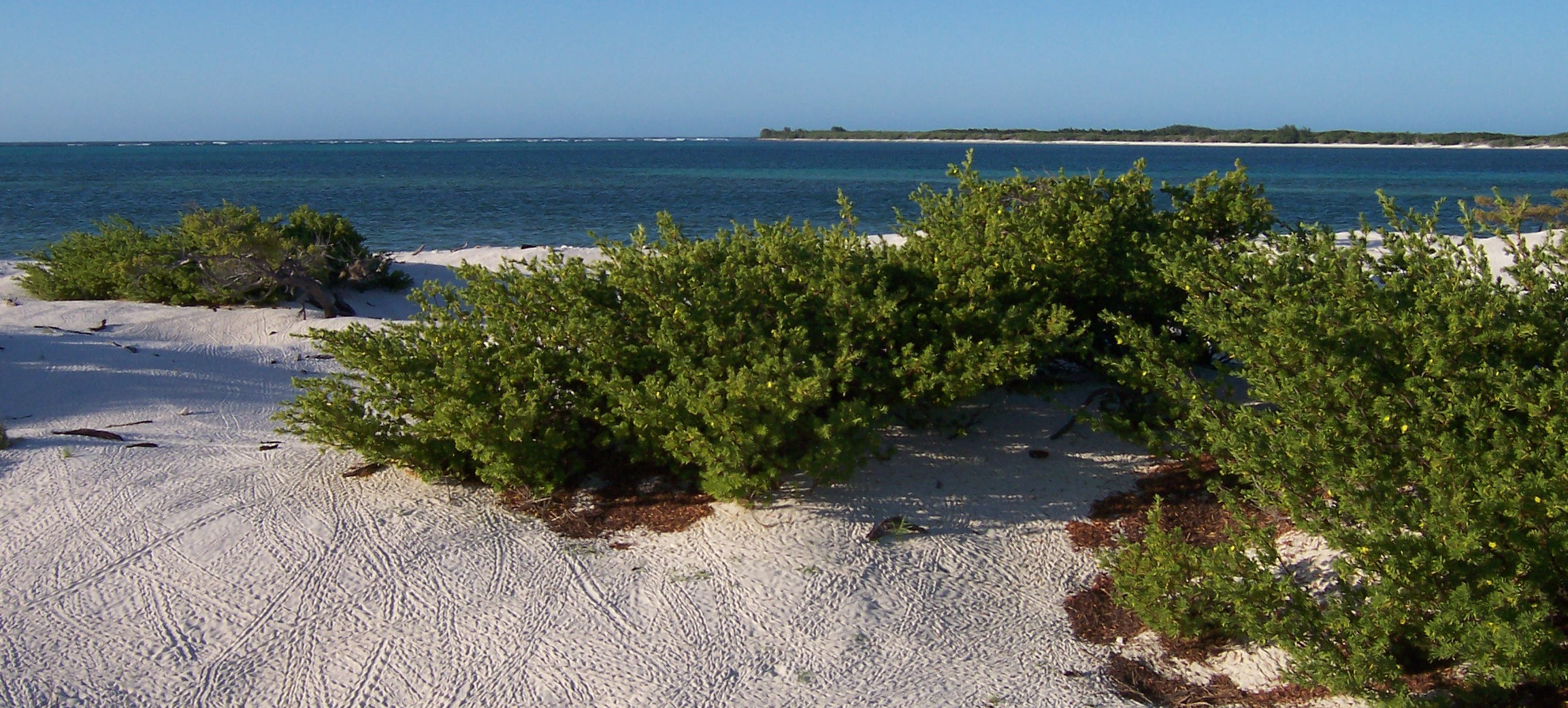
Heesters van Suriana

De rifeilanden in de San Nicolaasbaai, ook bekend als de Lago-rifeilanden, liggen in de Sint-Nicolaasbaai tegenover de voormalige Lago-olieraffinaderij en Rodgers Beach nabij het zuidoostelijk punt van Aruba. De eilanden liggen op een ondergedompeld rif en bestaan uit vijf met keien bezaaide koraaleilandjes, die na stormen en orkanen in grootte, vorm en substraat aanzienlijk kunnen variëren. Decennialang behoorden de rifeilanden tot het concessiegebied van de Lago Oil & Transport Co. Ltd.
Het gebied heeft een oppervlakte van 2,48 km² en wordt van de kustlijn gescheiden door een ondiepe lagune. Drie van de eilandjes zijn begroeid met zoutbestendige planten, voornamelijk de soorten fofoti, zeepostelein en suriana. Op de rifeilanden is de Aruba-renhagedis waargenomen en de roze vleugelhoorn is in grote aantallen te vinden. 

## Vogelbroedplaats

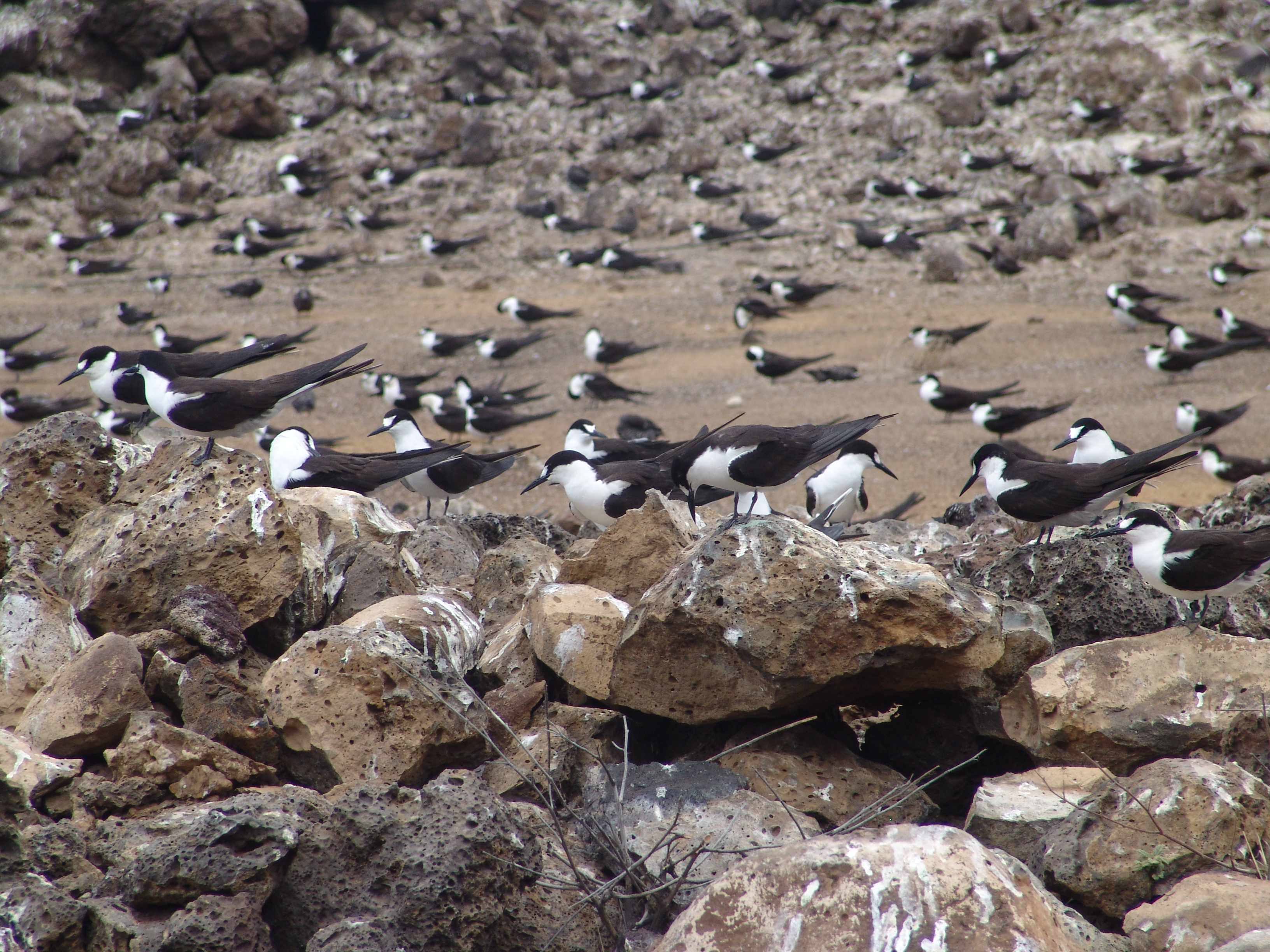
Broedende bonte sterns

De rifeilanden zijn door de grote zeevogelkolonies een belangrijk en uniek broedplaats in het zuidoost deel van de Cariben. BirdLife International wees het gebied aan als Important Bird Area (IBA); hier broeden verschillende soorten sternen, zoals de grote-, dougall-, bonte- en koningsstern en visdief, maar ook de noddy en witkapnoddy. In 1984 was de broedkolonie van de  grote kuifstern de grootste met 3500 paren.
Het belangrijkste broedseizoen loopt van begin april tot half augustus. De belangrijkste bedreiging voor de nestvogels is de roof van eieren en kuikens door de lachmeeuw. 